# Eremaea beaufortioides
Eremaea beaufortioides är en myrtenväxtart som beskrevs av George Bentham. Eremaea beaufortioides ingår i släktet Eremaea och familjen myrtenväxter.

## Underarter
Arten delas in i följande underarter:
- E. b. beaufortioides
- E. b. lachnosanthe
- E. b. microphylla